# Idris ilonkae
Idris ilonkae är en stekelart som beskrevs av Szabó och Oehlke 1986. Idris ilonkae ingår i släktet Idris och familjen Scelionidae. Inga underarter finns listade i Catalogue of Life.